# Ржавчатый скрытохвост
Ржавчатый скрытохвост или рыжий криптуреллус (лат. Crypturellus brevirostris ) — птица семейства тинаму, обитающая в Южной Америке.

## Распространение
Рыжий скрытохвост встречается в тропических болотных лесах и низменных лесах до высоты 500 метров. Этот вид является родным для северо-восточной и северо-западной Бразилии, Французской Гвианы и восточной части Перу. 

## Описание
Рыжий скрытохвост имеет длину от 27 до 29 см. Верхняя часть туловища рыжевата с переходом в чёрный цвет. Горло и брюхо белые, бока чёрные. 

## Поведение
Как и другие тинаму, рыжий скрытохвост ест фрукты с земли или с низменных кустов. Они также едят беспозвоночных, цветочные почки, листья, семена и корни. Самцы насиживают яйца, которые могут быть отложены 4 разными самками, а затем заботятся о птенцах, пока те не станут самостоятельными. Обычно это происходит через 2—3 недели. Гнездо расположено на земле.